# Sollomusjärvi
Sollomusjärvi eller Sollomjävri är en sjö i Finland. Den ligger i kommunen Enare i landskapet Lappland, i den norra delen av landet, 1 000 km norr om huvudstaden Helsingfors. Sollomusjärvi ligger 121,2 meter över havet. Arean är 3,22 kvadratkilometer och strandlinjen är 30,67 kilometer lång. Sjön  ingår i Neidenälvens huvudavrinningsområde. 